# جنگل‌های همیشه‌سبز جنب‌حاره‌ای تایوان
جنگل‌های همیشه‌سبز جنب‌حاره‌ای تایوان (به لاتین: Taiwan subtropical evergreen forests) یک منطقهٔ مسکونی و جنگل در تایوان است.